# NGC 6243
NGC 6243 é uma galáxia espiral (Sa) localizada na direcção da constelação de Hercules. Possui uma declinação de +23° 19' 58" e uma ascensão recta de 16 horas, 52 minutos e 26,3 segundos.
A galáxia NGC 6243 foi descoberta em 10 de Junho de 1880 por Édouard Jean-Marie Stephan.